# Qaraməmmədli (Yevlax)
Qaraməmmədli è un comune dell'Azerbaigian situato nel distretto di Yevlax. Conta una popolazione di 1 771 abitanti.